# Az iglói diákok
Az iglói diákok 1934-ben bemutatott fekete-fehér magyar filmvígjáték Jávor Pál, Gervay Marica és Z. Molnár László főszereplésével.

## Szereplők
- Z. Molnár László – Tirtsák, tanár
- Gervay Marica – Éva (Tirtsák leánya)
- Toronyi Imre – Petky, polgármester
- Jávor Pál – Pali (Petky fia)
- Siklóssy Éva – Klári (Petky leánya)
- Sitkey Irén – Fruzsina (Petky nővére)
- Kabos Gyula – Odrobina János, kocsmáros
- Gózon Gyula – Simák, pedellus
- Márkus Lajos – Holéczy Pista
- Gárdonyi Lajos – Gyémánt Samu
- Dajbukát Ilona – Gyémánt felesége
- Keleti László – Lipi (Gyémánt fia)
- Réthy Annie – Ancsura (Gyémánt leánya)
- Kürthy József – igazgató
- Baróthy József – számtantanár
- Pethes Sándor – logikatanár
- Vándory Gusztáv – fizikatanár
- Pataky Ferenc – tornatanár
- Vendrey Ferenc – tisztelendő
- Berky József – cigányprímás